# Salia compta
Salia compta är en fjärilsart som beskrevs av Walker 1865. Salia compta ingår i släktet Salia och familjen nattflyn. Inga underarter finns listade.